# Badminton-Asienmeisterschaft 1980
Die Badminton-Asienmeisterschaft 1980 fand vom 10. bis 14. Dezember 1980 in Bangkok statt. Die Titelkämpfe wurden als Invitational Championships (Einladungswettkampf) durchgeführt.

## Medaillengewinner
| Disziplin    | Gold                   | Silber                                     | Bronze                                 |
| ------------ | ---------------------- | ------------------------------------------ | -------------------------------------- |
| Herreneinzel | Han Jian               | Chen Changjie                              | Li Zhifeng                             |
| Herreneinzel | Han Jian               | Chen Changjie                              | Yang Kesen                             |
| Dameneinzel  | Song Youping           | Sang Yanqin                                | Chen Ruizhen                           |
| Dameneinzel  | Song Youping           | Sang Yanqin                                | Li Lingwei                             |
| Herrendoppel | Li Zhifeng Yang Kesen  | Bandid Jaiyen Preecha Sopajaree            | Sawei Chanseorasmee Sarit Pisudchaikul |
| Herrendoppel | Li Zhifeng Yang Kesen  | Bandid Jaiyen Preecha Sopajaree            | Chen Changjie Wang Yueping             |
| Damendoppel  | Li Lingwei Sang Yanqin | Jutatip Banjongsilp Suleeporn Jittariyakul | Chen Ruizhen Song Youping              |
| Damendoppel  | Li Lingwei Sang Yanqin | Jutatip Banjongsilp Suleeporn Jittariyakul | Phanwad Jinasuyanont Kanitta Mansamuth |

## Halbfinalergebnisse
| Disziplin    | Sieger                                     | Finalist                               | Ergebnis         |
| ------------ | ------------------------------------------ | -------------------------------------- | ---------------- |
| Herreneinzel | Han Jian                                   | Yang Kesen                             | 15–12, 15–8      |
| Herreneinzel | Chen Changjie                              | Li Zhifeng                             | 15–11, 15–7      |
| Dameneinzel  | Sang Yanqin                                | Chen Ruizhen                           | 6–11, 11–7, 11–7 |
| Dameneinzel  | Song Youping                               | Li Lingwei                             | 12–9, 11–6       |
| Herrendoppel | Bandid Jaiyen Preecha Sopajaree            | Chen Changjie Wang Yueping             | 15–1, 15–9       |
| Herrendoppel | Li Zhifeng Yang Kesen                      | Sawei Chanseorasmee Sarit Pisudchaikul | 17–15, 15–2      |
| Damendoppel  | Jutatip Banjongsilp Suleeporn Jittariyakul | Chen Ruizhen Song Youping              | 17–14, 15–7      |
| Damendoppel  | Li Lingwei Sang Yanqin                     | Phanwad Jinasuyanont Kanitta Mansamuth | 15–8, 15–5       |

## Finalergebnisse
| Disziplin    | Sieger                 | Finalist                                   | Ergebnis    |
| ------------ | ---------------------- | ------------------------------------------ | ----------- |
| Herreneinzel | Han Jian               | Chen Changjie                              | 15–11, 15–8 |
| Dameneinzel  | Song Youping           | Sang Yanqin                                | 11–6, 11–8  |
| Herrendoppel | Li Zhifeng Yang Kesen  | Bandid Jaiyen Preecha Sopajaree            | 15–10, 15–6 |
| Damendoppel  | Li Lingwei Sang Yanqin | Jutatip Banjongsilp Suleeporn Jittariyakul | 15–10, 15–6 |